# Надежда (Удмуртия)
Надежда — деревня в Кезском районе Удмуртской республики.

## География
Находится в северо-восточной части Удмуртии на расстоянии приблизительно 2 км на восток по прямой от районного центра поселка Кез.

## История
Известна с 1924 года как сельхозартель с 6 дворами. В 1932 году починок, с 1935 деревня. До 2021 года входила в состав Сосновоборского сельского поселения.

## Население
Постоянное население составляло 34 человека (1924), 19 человек в 2002 году (удмурты 74 %), 9 в 2012.